# Aeropuerto del Sur de Chihuahua
El Aeródromo El Charco, comúnmente conocido como Aeropuerto del Sur de Chihuahua (Código AFAC: SCH) es un campo de aviación ubicado entre las localidades de El Charco y Nuevo Palomas, a 29 kilómetros al sur-suroeste de la ciudad de Chihuahua. Cuenta con una pista de aterrizaje de 2,300 metros de largo por 24 metros de ancho, calle de rodaje y 7 hangares. En este aeropuerto opera una escuela de vuelo, una empresa de taxi aéreo y talleres mecánicos para aeronaves.
El gobierno municipal de Chihuahua tiene contemplado el aeródromo para usarse como un aeropuerto alterno al Aeropuerto Internacional de Chihuahua así como su uso como un aeropuerto logístico, pues su cercanía a las vías férreas permitirían una agilización en el traslado y almacenaje de mercancías con la Sierra Tarahumara.